# 가타야마 도쿠마
가타야마 도쿠마(일본어: 片山 東熊, 1854년 1월 18일 ~ 1917년 10월 24일)는 일본 메이지 시대에 활약한 건축가이다. 공부대학교(工部大学校) 건축학과 제1기생 출신으로 공수학교(工手学校, 지금의 고가쿠인 대학(工学院大学))의 조가학과(造家学科) 교무주리를 역임했다. 궁내성에서 아카사카 별궁 등 궁정 건축에 많이 관여했다. 현청이나 박물관, 궁내성의 시설 등 36건의 설계에 참여한 것 외에도 귀족의 사저를 중심으로 14건을 설계했다. 일본인 건축가의 양성을 위해서 일본을 방문한 조시아 콘도르(Josiah Conder)의 첫 제자이다. 대표작인 옛 동궁어소(旧東宮御所, 현재 영빈관(迎賓館))는 2009년 메이지 시대 이후의 건축으로서는 처음으로 국보로 지정되었다.

## 약력
- 1854년(안세이 원년) 하기의 조슈 번사(藩士) 가문에서 태어난다.
- 1865년(게이오 원년) 기병대에 입대하여 보신 전쟁(戊辰戦争)에 참전한다.
- 1879년(메이지 12년) 공부대학교를 졸업하고(동기생으로 다쓰노 긴고(辰野金吾), 소네 다쓰조(曽禰達蔵)), 공부성(工部省)에서 근무한다.
- 1882년(메이지 15년) 아리스가와(有栖川) 저택을 건축하기 위해서 아리스가와노미야 다루히토 친왕(有栖川宮熾仁親王)과 함께 유럽을 시찰한다.
- 1886년(메이지 19년) 황거어조영국(皇居御造営局)에서 메이지 궁전 건설과 관련하여 다음 해까지 독일로 출장을 간다.
- 1889년(메이지 22년) 건축을 담당하는 궁내성의 내장료(内匠寮)에 소속된다.
- 1897년(메이지 30년) 동궁어소 건설을 위해 다음 해까지 유럽과 미국을 시찰한다.
- 1899년(메이지 32년) 동궁어소를 착공한다.
- 1909년(메이지 42년) 동궁어소를 준공한다.
- 1912년(다이쇼 원년) 메이지 천황의 장제장(葬祭場) 건설에 참여한다.
- 1916년(다이쇼 5년) 훈일등 욱일대수장(勲一等旭日大綬章)에 서훈된다.

## 주요 작품
현존하는 가타야마의 작품 대부분이 중요문화재로 지정되어 있는 것 외에, 옛 동궁어소(현재 영빈관)는 메이지 시대의 서양식 건축의 도달점으로 평가되어 메이지 이후의 건축으로서는 첫 국보로 지정되어 있다.
| 작품                                         | 연도                | 소재지          | 비고       |
| -------------------------------------------- | ------------------- | --------------- | ---------- |
| 신주쿠 어원 어휴소(新宿御苑御休所)           | 1888년(메이지 21년) | 도쿄도 신주쿠구 | 중요문화재 |
| 나라 국립박물관                              | 1894년(메이지 27년) | 나라시          | 중요문화재 |
| 교토 국립박물관                              | 1895년(메이지 28년) | 교토시          | 중요문화재 |
| 인풍각(仁風閣)                               | 1907년(메이지 40년) | 돗토리시        | 중요문화재 |
| 도쿄 국립박물관 표경관(表慶館)               | 1908년(메이지 41년) | 도쿄도 다이토구 | 중요문화재 |
| 옛 동궁어소(旧東宮御所, 현재 영빈관(迎賓館)) | 1909년(메이지 42년) | 도쿄도 미나토구 | 국보       |

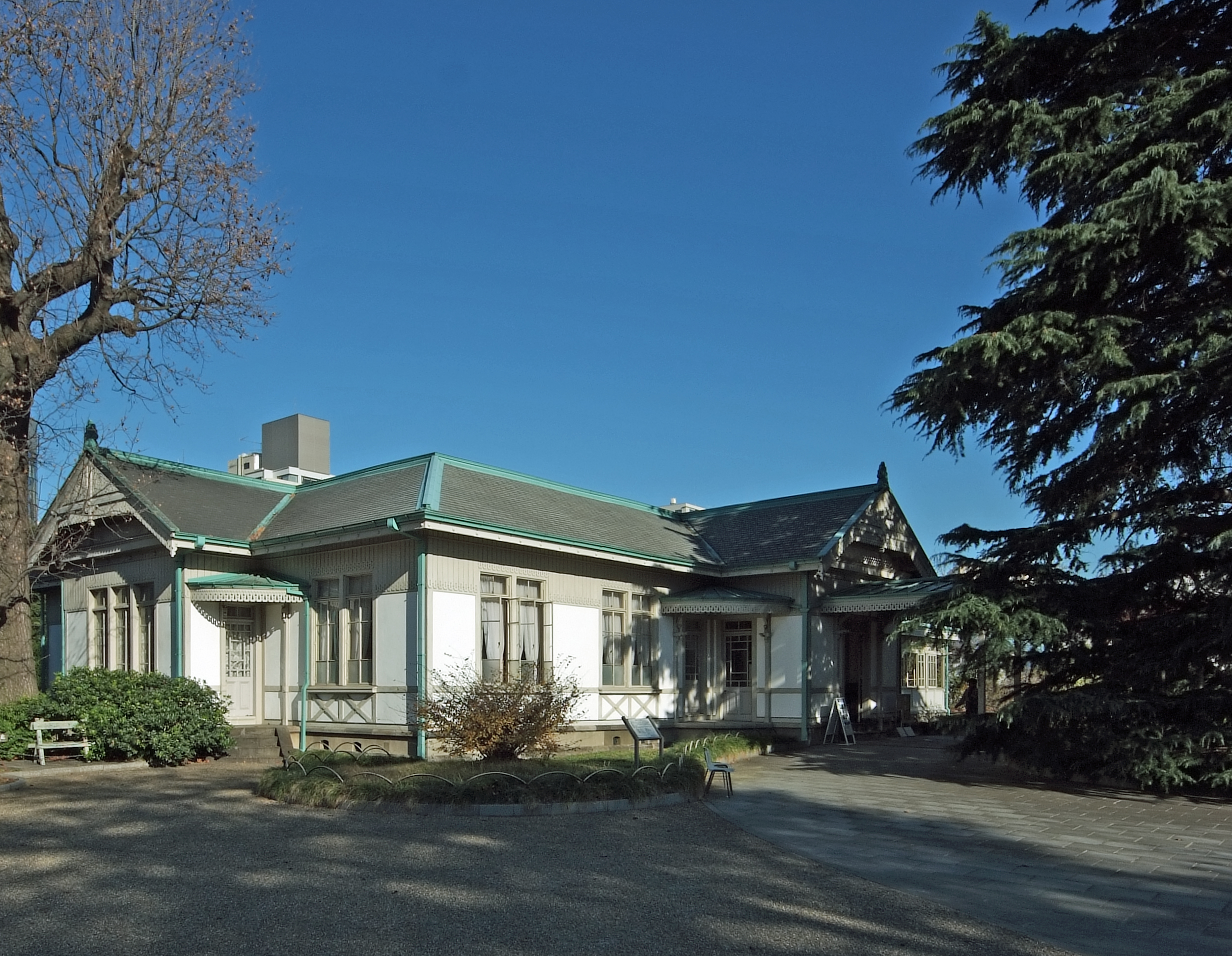
신주쿠 어원 어휴소
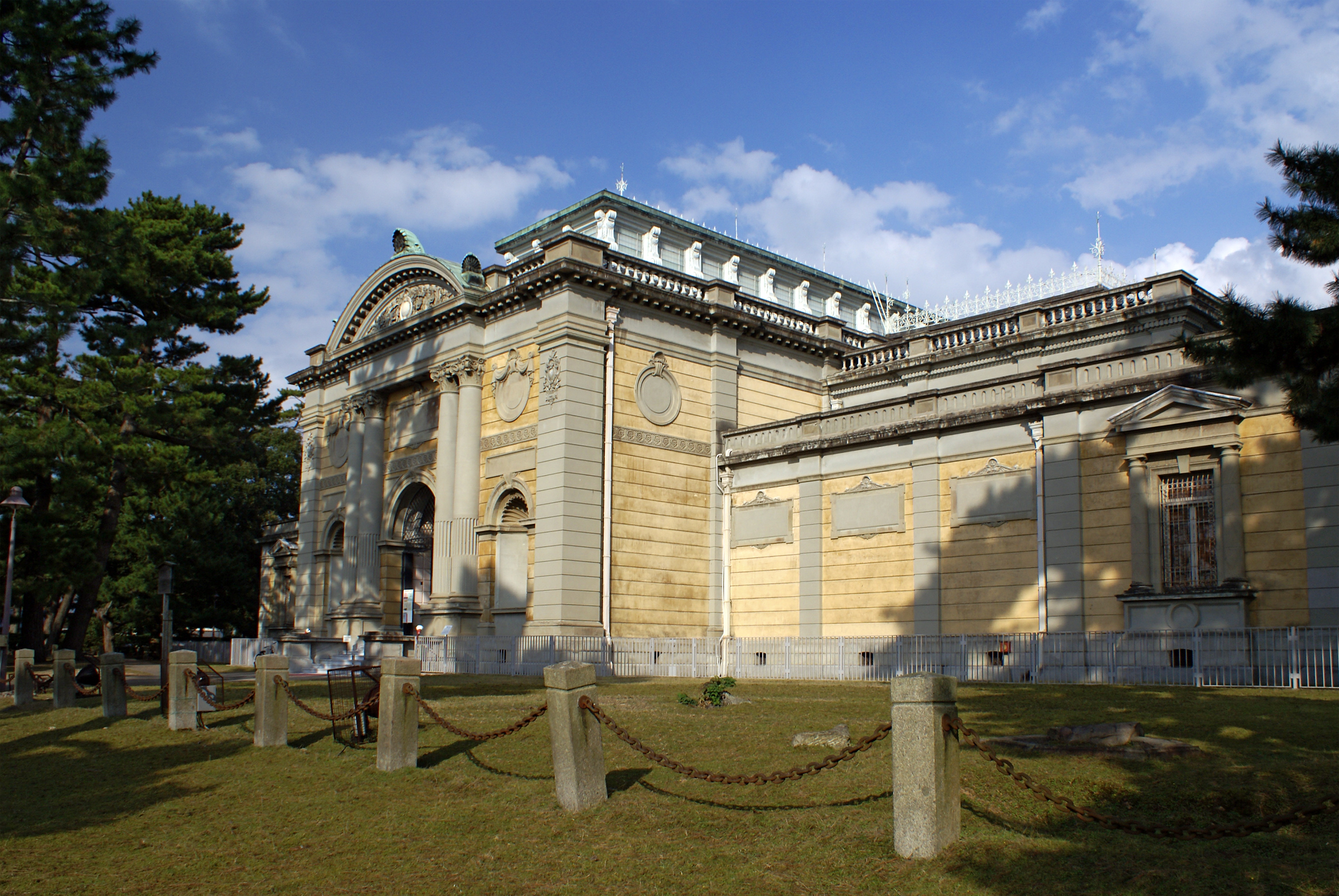
나라국립박물관 본관
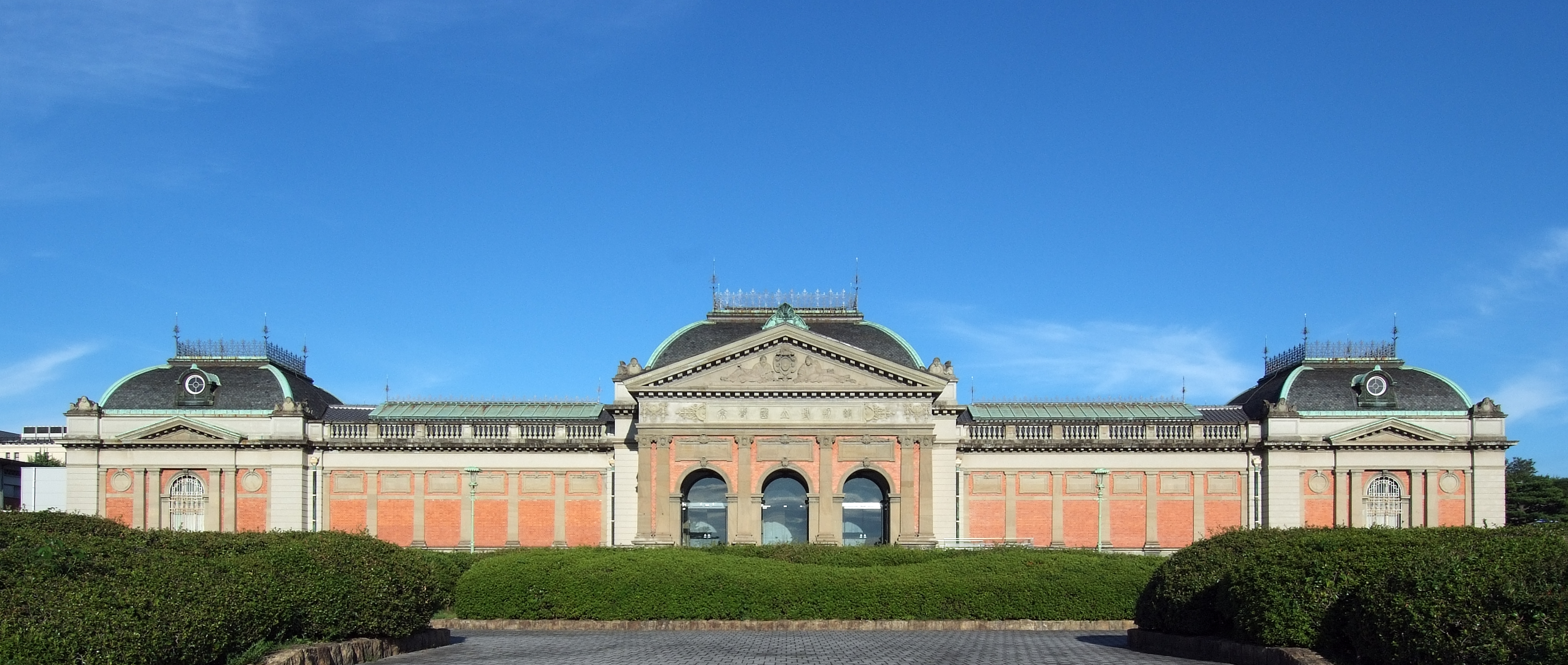
교토국립박물관
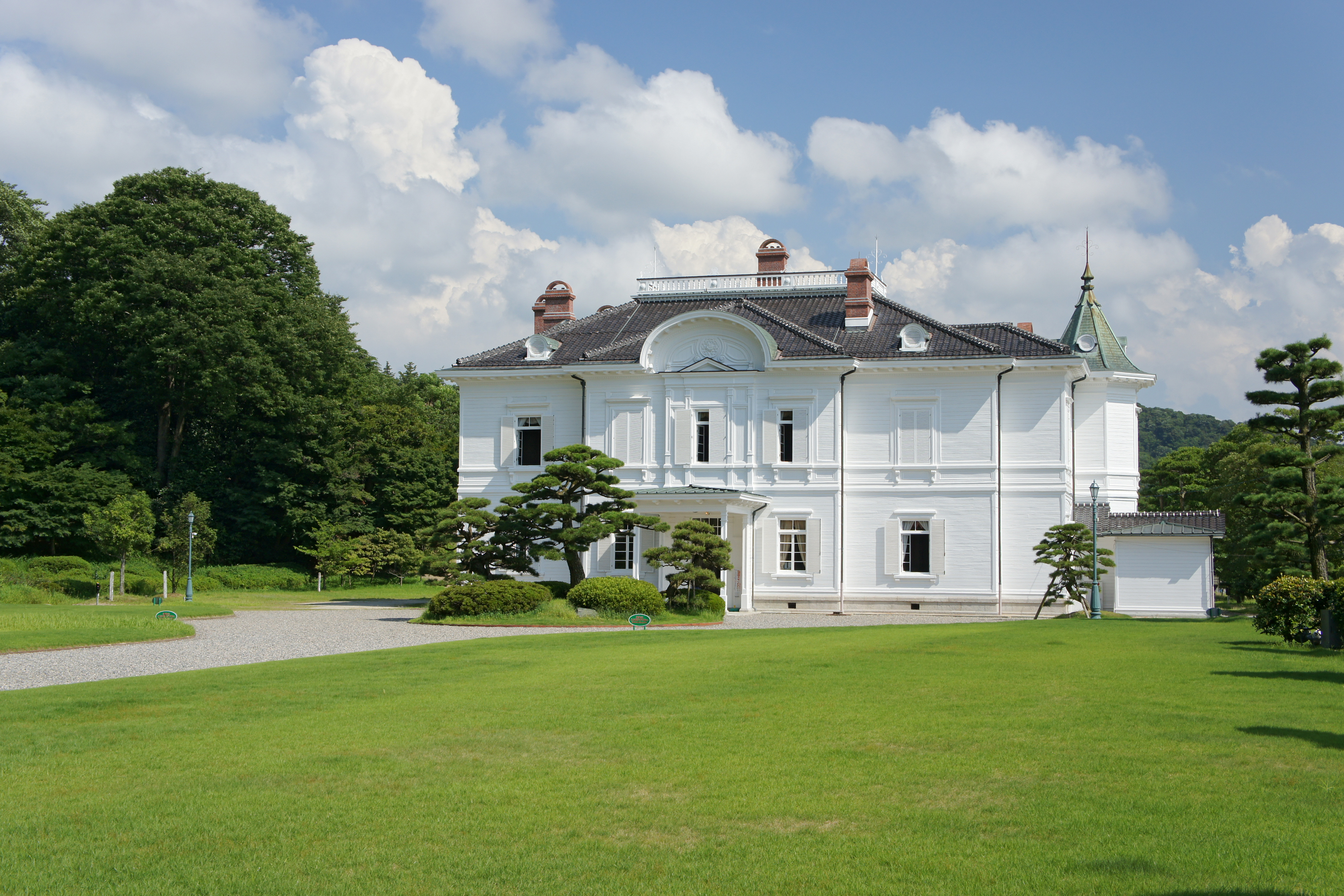
인풍각
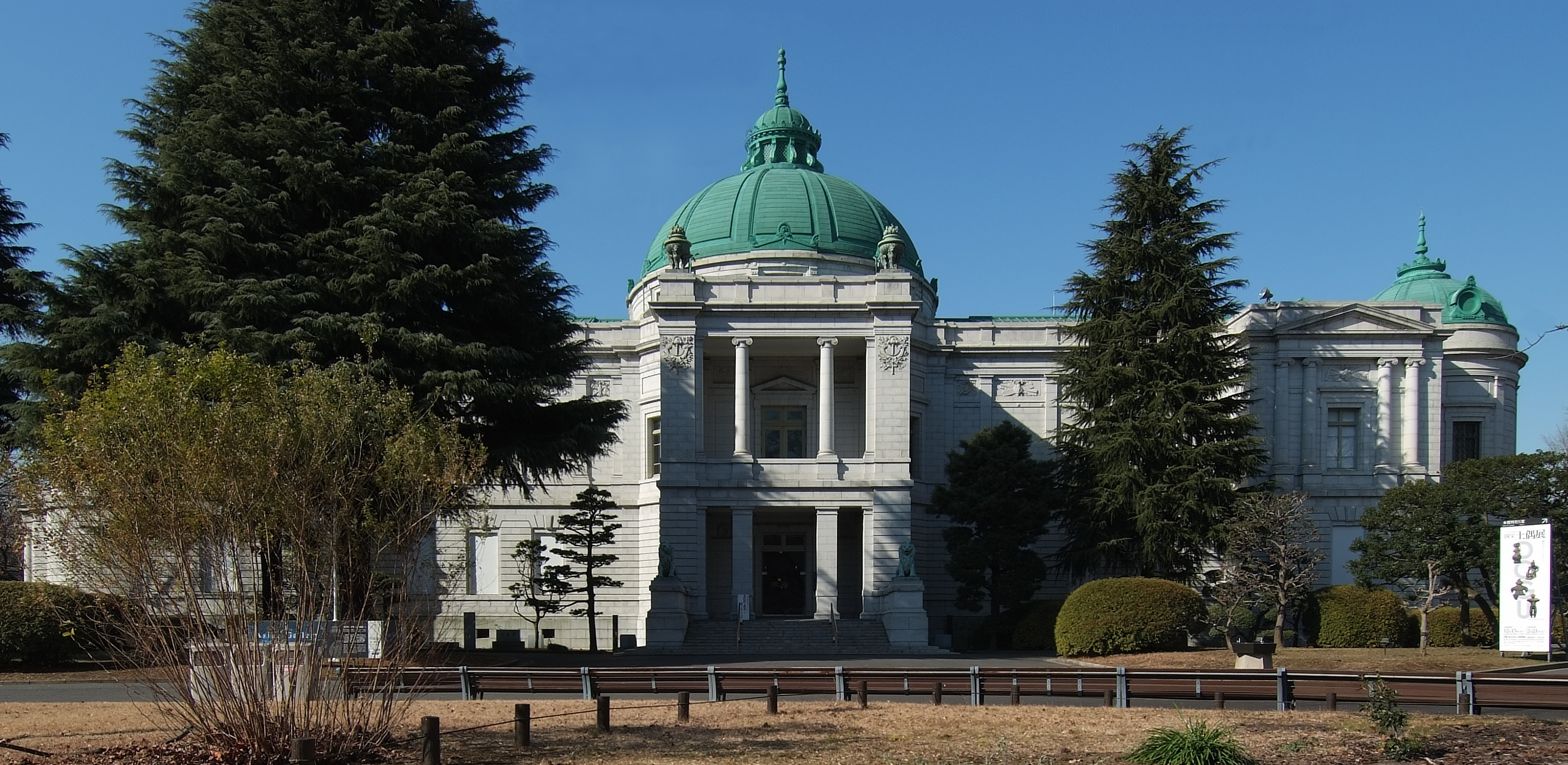
도쿄국립박물관 표경관

## 일화
- 동궁어소를 심혈을 기울여 설계하여 이를 메이지 천황에게 보고하자, "너무 사치스럽다."라고 천황이 말했다. 이에 충격을 받아 잦은 병치레를 하게 되었다고 한다.